# Karolinška arhitektura
Karolinška arhitektura je slog severnoevropske predromanske arhitekture iz obdobja karolinške renesanse poznega 8. in 9. stoletja, ko so Karolingi prevladovali v zahodnoevropski politiki. To je bil zavesten poskus posnemati rimsko arhitekturo in v ta namen se je močno izposodila iz zgodnjekrščanske in bizantinske arhitekture, čeprav obstajajo lastne inovacije, ki imajo za posledico edinstven značaj.
Vrata samostana v Lorschu, zgrajena okrog leta 800, ponazarjajo klasični navdih za karolinško arhitekturo, zgrajena kot trojno obokana dvorana, ki dominira na prehodu, obokana fasada pa je prekrita s klasičnimi stebri in pilastri.
Palatinska kapela v Aachnu, zgrajena med letoma 792–805, je bila navdahnjena z osmerokotno Justinijanovo baziliko San Vitale v Raveni, zgrajeno v 6. stoletju, v Aachnu pa je visok monumentalni zahodni vhodni kompleks, ki se kot celota imenuje westwerk - karolinška inovacija.
Karolinške cerkve so običajno bazilikalne, kot so zgodnjekrščanske cerkve v Rimu in običajno vključene v westwerk, kar je nedvomno precedens za zahodne fasade kasnejših srednjeveških stolnic. V samostanu Corvey blizu Höxterja, Severno Porenje - Vestfalija, zgrajeni leta 885, je danes ohranjen izvirni westwerk.

## Primeri
- Benediktinski samostan Lorsch, prehod (c. 800)
- Benediktinski samostan sv. Janeza, Müstair, (c. 800)
- Palatinska kapela, Aachen, Aachen (792–805)
- Oratorij v mestu Germigny-des-Prés (806)
- Cesarska palača, Ingelheim (končana po 814) [1]
- Samostan v Saint-Philbert-de-Grand-Lieu (815)
- Kolegijska cerkev sv. Ursmarja, v Lobbesu, Belgija (819–823)
- Cerkev svetega Mihaela v Fuldi, rotunda in kripta (822)
- Einhardova bazilika, Steinbach (827)
- Cerkev svetega Justina, Frankfurt-Höchst (830)
- Grad Broich, Muelheim an der Ruhr (884)
- cesarski samostan Corvey (885)
- Sv. Jurij, Oberzell na otoku Reichenau (888